# Mehdí Kulí Beg
Mehdí Kulí Beg (někdy do češtiny přepisováno i jako Mehdíkulí Beg, Mehdí Kulíbek nebo Mechtichuli Beeg) byl jedním z turkických velitelů Chorásánu z kmene Čagataj a vojenským a politickým vůdcem, který vykonával pro perského šáha Abbáse I. diplomatické úkoly. Jako perský vyslanec cestoval do Moskevského carství a Svaté říše římské a v r. 1605 navštívil i Prahu (císařská rezidence).

## Diplomatická mise

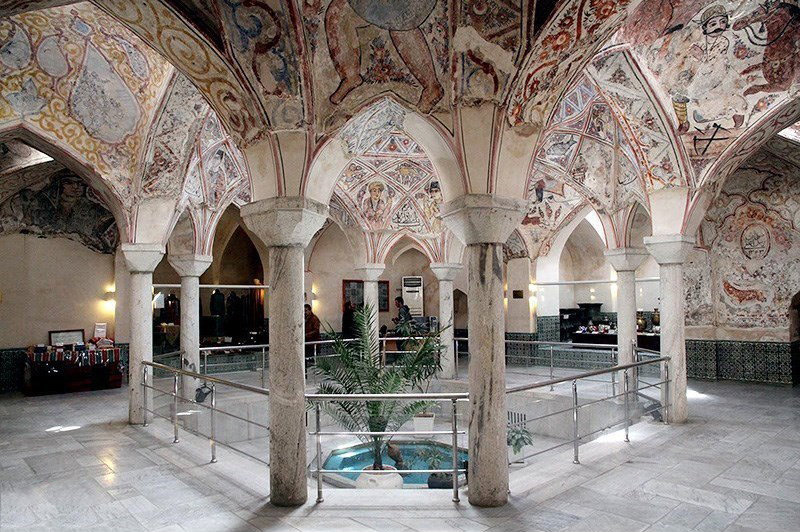
Hamam (lázně) Mehdiho Kuli Bega v Mašhadu z roku 1618

Mehdí Kulí Beg byl poslán do Moskvy spolu s Jiřím Tektanderem z Jablonného, velvyslancem Rudolfa II., aby informovali ruského cara Borise Godunova o výbojích šáha Abbáse proti Osmanské říši v době osmansko-perské války (1603–1618). Car měl z této zprávy radost a poslal pět tisíc vojáků a několik děl, aby pomohli šáhu Abbásovi osvobodit pevnost Derbent, která byla pod osmanskou kontrolou. Mehdí Kulí Beg pak šel s Tektanderem z Moskvy do Prahy a 8. ledna 1605 předložil svou zprávu císaři Rudolfu II., který byl potěšen zprávou o spolupráci mezi Persií a Ruským carstvím, souhlasil s plánem trojaliance proti Osmanům (Habsburská monarchie, Rusko a Persie) a slíbil zaútočit na osmanské síly ze západu.